# Вигинс (Колорадо)
Вигинс (енгл. Wiggins) град је у америчкој савезној држави Колорадо.

## Демографија
По попису из 2010. године број становника је 893, што је 55 (6,6%) становника више него 2000. године.
| Група             | 2000.       | 2010.       |
| Белци             | 613 (73,2%) | 629 (70,4%) |
| Афроамериканци    | 10 (1,2%)   | 1 (0,1%)    |
| Азијати           | 0 (0,0%)    | 1 (0,1%)    |
| Хиспаноамериканци | 210 (25,1%) | 252 (28,2%) |
| Укупно            | 838         | 893         |